# Magyarországi tiltakozások 2006 őszén
A 2006. őszi magyarországi tiltakozások 2006. szeptember 17-én indult kormányellenes tüntetések sorozata, amelyek elsősorban Budapesten, valamint több magyarországi városban kezdődtek, néhány nappal azután, hogy nyilvánosságra került Gyurcsány Ferenc miniszterelnöknek az ún. őszödi beszéde, amely az MSZP zárt frakcióülésén hangzott el 2006. május 26-án.
A demonstrációk középpontja Budapesten, az Országház előtt, a Kossuth téren volt, ahol eleinte tízezres tömeg gyűlt össze esténként. A tüntetők napokon belül különböző csoportokat, szervezeteket alakítottak, melyeket egységesen Kossuth térieknek neveztek el. A tüntetők egy csoportja szeptember 18-án az éjjeli órákban „megostromolta” a Magyar Televízió székházát, jelentős károkat okozva az épületben, illetve több, az épület előtt álló (főleg MTV-s) autóban. A következő két éjszaka során a város több pontján kemény összecsapások voltak a tüntetők és a rendőrök között.
A következő hónapok folyamán alkalmi csoportosulások és kormányellenes szervezetek országszerte nap mint nap tüntetéseken követelték a kormányfő lemondását. Orbán Viktor Fidesz-elnöknek a kormányfő távozását követelő sikertelen ultimátumát követően ugyanitt tartott a Fidesz is tüntetéssorozatot.
2006. október 23-án, az 1956-os forradalom 50. évfordulóján a délutáni óráktól Budapesten ismét összecsapások kezdődtek a lezárt Kossuth térre behatolni akaró csoportok és a rendőrség között. Este egy csoport folyamatos „Gyurcsány, takarodj!” skandálással zavarta meg az Ötvenhatosok terén tartott egyperces, országos néma tiszteletadást, amelyen a biztonsági figyelmeztetés ellenére részt vett Gyurcsány Ferenc, ugyanakkor nem jelent meg Sólyom László köztársasági elnök. A Belvárosban, ahol az Astoriánál külön tömeggyűlésen tartott megemlékezést a Fidesz, a zavargások és a kora hajnalig tartó tömegoszlatás során többen súlyosan megsérültek.
Az utcai tüntetések október 23-a után a Kossuth tériek egy csoportjának a Batthyány-örökmécsesnél tartott napi összejöveteleiként folytatódtak, vidéken is kisebb létszámban. Az eseménysorozat utolsó nagyobb megmozdulása 2006. november 4-én a Fidesz fáklyás felvonulása volt Budapesten, ahol az emléknapon más jobboldali, nemzeti radikális illetve szélsőjobboldali csoportok is tartottak kormányellenes rendezvényeket.
A rendőrség a tiltakozásokkal kapcsolatban összesen 472 embert állított elő, 284-et bűncselekmény, 117-et szabálysértés, 71-et pedig egyéb szabályszegés vádjával. 2008 októberéig 62 személy ellen indult büntető- és 12 személy ellen indult szabálysértési eljárást szüntettek meg. Egy ember ügyészi megrovást kapott, kettőt pedig elítéltek, három ember ügyét a bíróság az illetékes önkormányzathoz utalta, egy ember figyelmeztetést, tizenkét másik pénzbírságot, heten pedig elzárást kaptak. 219 emberrel szembeni büntetőeljárás még nem volt lezárva, 82 másik személy ügyében pedig a rendőrség nem rendelkezett információkkal
A rendőrök, pontosabban a REBISZ emberei közül összesen 45 személy ellen indult eljárás, közülük hármat jogerősen, míg hármat nem jogerősen ítéltek el, tizenhármukkal szemben megszüntették az eljárást, további tizenegyet pedig jogerősen, kilencet nem jogerősen felmentettek. Egy esetben még tart a nyomozás, egy másik ügyben pedig még nem tűzték ki a tárgyalást. A többi négy rendőr ellen pótmagánvádas eljárás folyik. A fenti 472 tüntető és 45 rendőr ellen összesen 348 eljárás indult, melyek közül 224-et szüntettek meg, jogerős ítélet 38 esetben született, ebből 22 magánszemélyekkel szemben
35 személy összesen 28 kártérítési pert indított az állam ellen, melyek közül 2008. szeptember 10-ig 12 zárult le. Két eset elkésett, a többi tízben a bíróság kártérítés – összesen 7 201 918 Ft – kifizetésére kötelezte az államot, pontosabban az Igazságügyi és Rendészeti Minisztériumot (IRM). A többi 16 ügyben még nem született ítélet.

## Az őszödi beszéd nyilvánosságra kerülése
A balatonőszödi beszéd felvételét szeptember 17-én, vasárnap délután közel egy időben juttatták el szinte az összes országos médiumnak. A teljes szöveget később lejátszotta a Magyar Rádió, átiratát pedig este megjelentette Gyurcsány Ferenc a blogján és az MSZP a honlapján.
Este a budapesti Kossuth téren, a Parlament előtt tiltakozók kezdtek gyülekezni. A be nem jelentett tüntetésen a kormány lemondását és új választások kiírását követelték. Az egyre növekvő tömeg a következő jelszavakat skandálta: „Elkúrtad, elkúrtad”, „Nagy a jólét (héjjáó)!”, „Táncolj, Feri! Búcsúbuli!”, „Gyurcsány, gyere ki!”, „Vesszen a kormány!”, „Gyurcsány, takarodj!” illetve „Ötvenhat, ötvenhat”. A rendőrség békésen reagált, a tömeg a hangoskodókat vagy radikálisabb kijelentéseket tevő személyeket leintette. Később újabb rendőrök érkeztek a térre, a kordon védelmét megerősítették, amire a tömeg a „Magyar rendőr velünk van!” skandálásával reagált. A tiltakozók nagy üdvrivalgása közepette egy kis traktorral vontatott gulyáságyú érkezett a tér közepére. Vezetője Betlen Farkas, Verőce polgármestere azt mondta: addig marad a téren és élelmezi saját költségén a tüntetőket, amíg követeléseik nem teljesülnek, azaz amíg a kormány le nem mond. (Ezt az ígéretét az ÁNTSZ fellépése miatt nem tudta megtartani.)
Este 11 óra körül Gergényi Péter, Budapest rendőrfőkapitánya is a helyszínre érkezett, és bejelentette, hogy kampányidőszak lévén a be nem jelentett tüntetés mint választási gyűlés legális, a rendőrség feladata a Parlament és a rend védelme. A Kossuth térre vezető utcákat rendőrautók zárták le. A budapesti események hatására több vidéki városban, településen is tiltakozások kezdődtek, melyeken (akárcsak Budapesten) többen is beszédeket mondtak.
Éjfél után kb. 250 rohamrendőr volt a Kossuth téren, több ezer tüntetővel szemben. Hajnali 1 körül lezárták a Gyurcsány Ferenc házához vezető Szemlőhegy utcát, mivel a tüntetők egy csoportja megindult arrafelé. Egy másik, néhány száz fős csoport a köztársasági elnök budavári hivatala, a Sándor-palota elé vonult, ahol a „Gyurcsány, takarodj!” jelszót skandálták, és Kerényi Imre rendező, a polgári körök rendezvényeinek szervezője mondott beszédet. A Kossuth téri tömeg egy harmadik része egy traktort kísérve elindult az MSZP-székház (Köztársaság tér) felé is, de ők a Nyugati pályaudvarnál visszafordultak.
A hangosítást a téren éjféltől a Hatvannégy Vármegye Ifjúsági Mozgalom biztosította, és táblával jelent meg a Jobbik Magyarországért Mozgalom. A tüntetők Gyurcsány- és kormányellenes feliratokat, magyar és Árpád-sávos zászlókat lobogtattak. A megjelent ismert személyiségek Bencsik András, a Demokrata főszerkesztője, Csurka István – akinek felbukkanására a tömeg „Nem kell Csurka!” rigmussal reagált –, a MIÉP elnöke és ifj. Hegedűs Lóránt lelkész, a MIÉP volt alelnöke voltak.

### Szeptember 18.

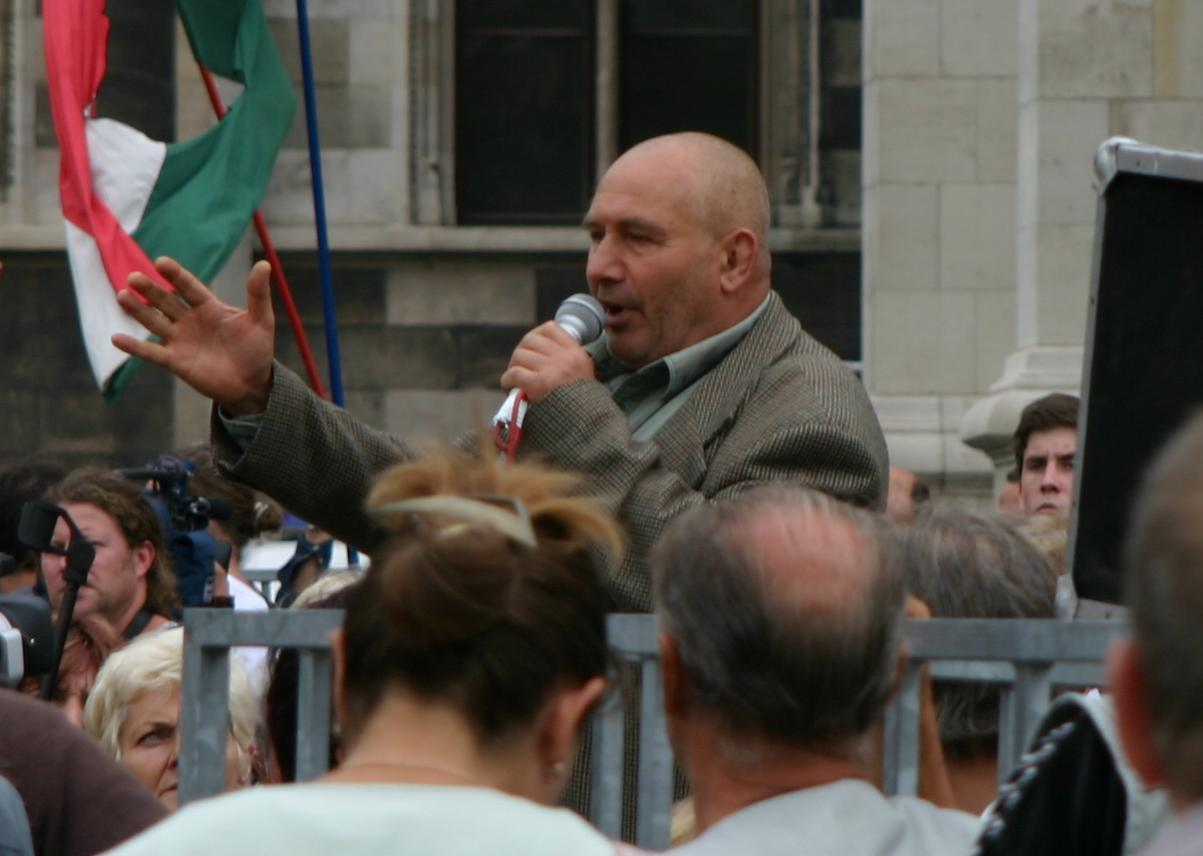
Ekrem Kemál György beszél a tüntetőkhöz a Parlament épülete előtt (2006. szeptember 18.)

Az MSZP elnöksége és frakciója a nap folyamán kiállt Gyurcsány Ferenc és a reformok folytatása mellett. Az SZDSZ a koalíció folytatása és Gyurcsány Ferenc mellett foglalt állást; képviselője, Eörsi Mátyás szerint Magyarországon „akkor állna elő új helyzet, ha a Fidesz is beismerné, hogy sok éven keresztül hazugságok uralták” a politikáját.
A Fidesz–KDNP frakciószövetség felkérte Sólyom Lászlót, hogy tegye meg a szükséges lépéseket az általuk alkotmányos válságként értékelt helyzet megoldására, az MSZP-t pedig a két párt levélben szólította fel, hogy vonja meg a kormányfőtől a bizalmat. Bejelentették, hogy minden alkotmányos eszközzel megpróbálják elérni Gyurcsány Ferenc lemondását, és nyilatkozatban fejezték ki szolidaritásukat a tüntetések résztvevőivel. A párt elnöke, Orbán Viktor az eseményekre tekintettel a tervezettnél egy nappal korábban, este 11 óra körül hazaérkezett brüsszeli útjáról, de másnap délutánig nem szólalt meg nyilvánosan.
Sólyom László köztársasági elnök nyilatkozatban jelentette ki, hogy „a tegnapi hír morális válságot okozott Magyarországon. A miniszterelnök reakciói ezt a válságot fokozták, mert személyes felelősségét összemosta az utóbbi tizenhat év politikájának értékelésével.” Kifejtette, hogy „a demokrácia és az alkotmányos jogállam működése nem korlátozódhat a jogszabályok betartására. Alapvető erkölcsi normák betartása is szükséges. Ezen alapul a politikába, és végső soron a demokráciába vetett bizalom.” Egyúttal leszögezte, hogy a köztársasági elnöknek semmiféle alkotmányos közjogi beavatkozási lehetősége nincs ilyen helyzetben.
A kormányszóvivő cáfolta, hogy a kormány javasolná a rendkívüli állapot bevezetésének megfontolását, vagy hogy ülésezett volna a Nemzetbiztonsági Kabinet.

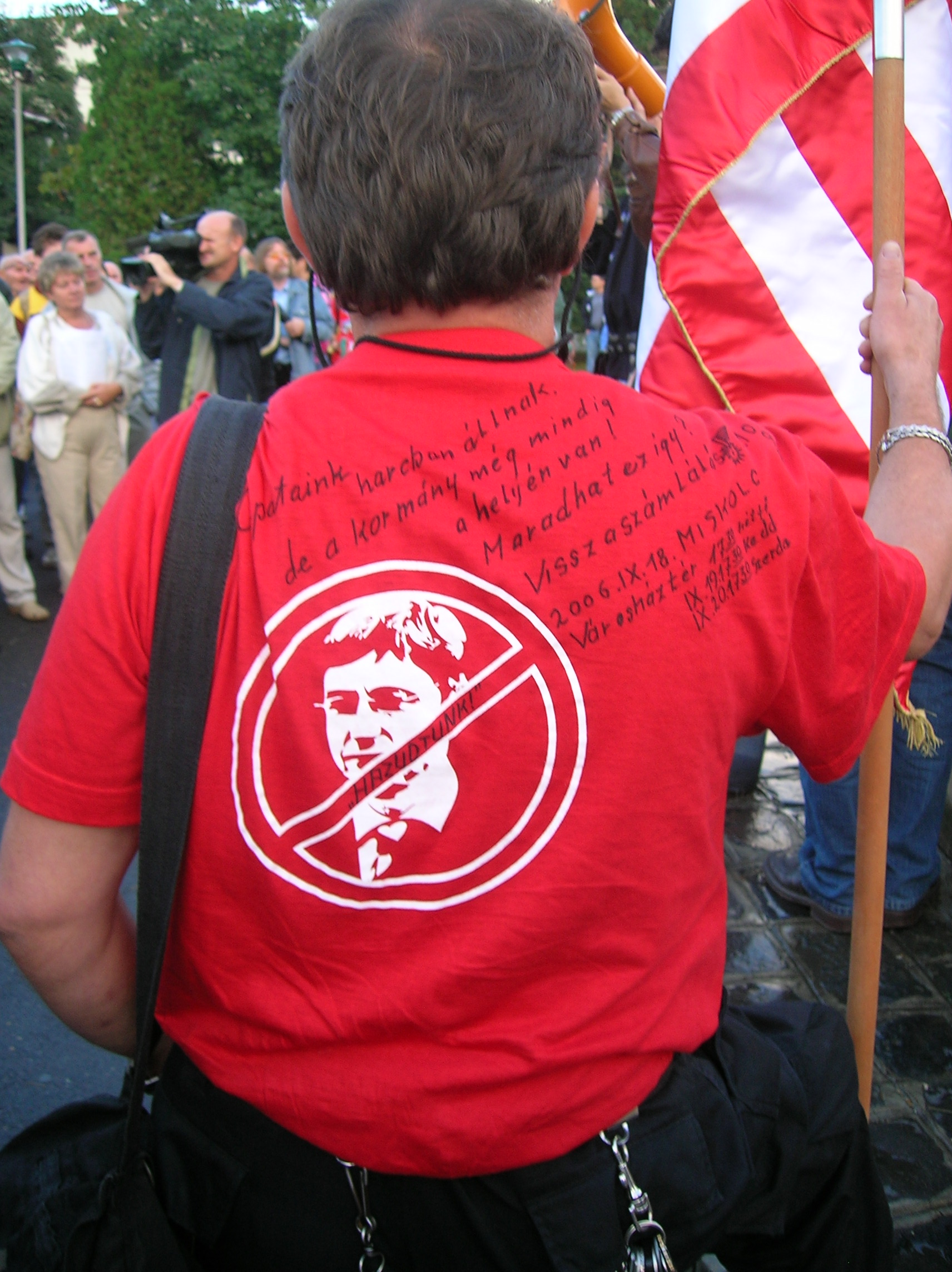
Tüntető Gyurcsány-ellenes pólóban

A tüntetők a budapesti Kossuth téren napközben petíciót fogalmaztak, amely szerint a kormány „csalással” került hatalomra, ezért követelték, hogy Gyurcsány mondjon le, s ha ez nem történik meg, Sólyom László oszlassa fel a parlamentet és írjon ki új választásokat. A Magyar Nemzeti Párt nevű formáció ugyancsak a miniszterelnök lemondását követelte, emellett a történelmi egyházakra is kiterjedő teljes átvilágítást, és „leszámolást” a „balliberális médiával”. Wittner Mária Fidesz-képviselő szintén Gyurcsány lemondását és új választások kiírását követelte, továbbá megkérdőjelezte a köztársasági elnök legitimitását, mivel szerinte Sólyom „Kun Béla unokája”. Kerényi Imre rendező, a polgári körök rendezvényeinek egyik szervezője bejelentette, hogy szombaton, a tervezett Fidesz-nagygyűlés napján „megkezdődik a rendszerváltás”. Estére körülbelül tízezer tüntető gyűlt össze a budapesti Kossuth téren. Miután a tüntetők közül valaki söröspalackot és petárdát dobott a Parlament felé a rendőrség megerősítette az épület védelmét.

## Az MTV-székház ostroma
A Szabadság téren Toroczkai László, a HVIM vezetője azt követelte a Magyar Televíziótól, hogy olvassák be petíciójukat. Toroczkai Kossuth téri beszéde szerint a televízió munkatársai arrogánsan viselkedtek velük, a kérésüket elutasították, Baló György megtagadta a petíció átvételét, majd megvető kifejezéssel az arcán otthagyta őket, helyette a rendőrök vezetője vette át a papírt. Ezzel szemben Bende Balázs, az MTV szerkesztője azt mondta, két személy próbált bemenni a tévé épületébe, és azt akarták, hogy valaki a vezetésből hallgassa meg mondandójukat, de semmilyen petíció nem volt náluk. A beolvasásra akkor nem került sor. A Kossuth térre visszatérve Toroczkai felszólította az embereket, hogy menjenek át a televízióhoz, mire a majdnem tízezer fős tömeg egy része este tíz óra tájban átvonult az MTV székházához, és a közülük kiváló néhány száz fős kemény mag előbb szóban, majd tettleg is rátámadt az épület védelmére kivezényelt rendőrökre. Szeptember 19-ére virradó éjjel a tüntetők megostromolták az MTV Szabadság téri székházát. A kialakult csetepaté és dobálózás eredményeképpen a rendőrök beszorultak a bejáraton belülre, melyet aztán igyekeztek teljesen eltorlaszolni. A tüntetők utcakövekkel sörösüvegekkel és egyéb tárgyakkal kezdték dobálni az épületet, illetve a rendőröket, akik könnygázzal és tűzoltósugarakkal próbálták visszaverni a kapu ellen indított rohamokat. Fél tizenkettőkor a rendőrök egy vízágyús járművel egy időre megtisztították a kapu környékét, ám néhány perc múlva a víz kifogytával vissza kellett vonulniuk. A tüntetők ezt követően elkezdték felgyújtani a bejárat környéken parkoló, főleg MTV-s autókat, az egyikről a tűz később átterjedt a székház kapujára is. A kiérkezett tűzoltókat a tüntetők akadályozták a tűzoltásban, nevezetesen elvették tőlük a tömlőket, hogy a rendőröket támadják vele.

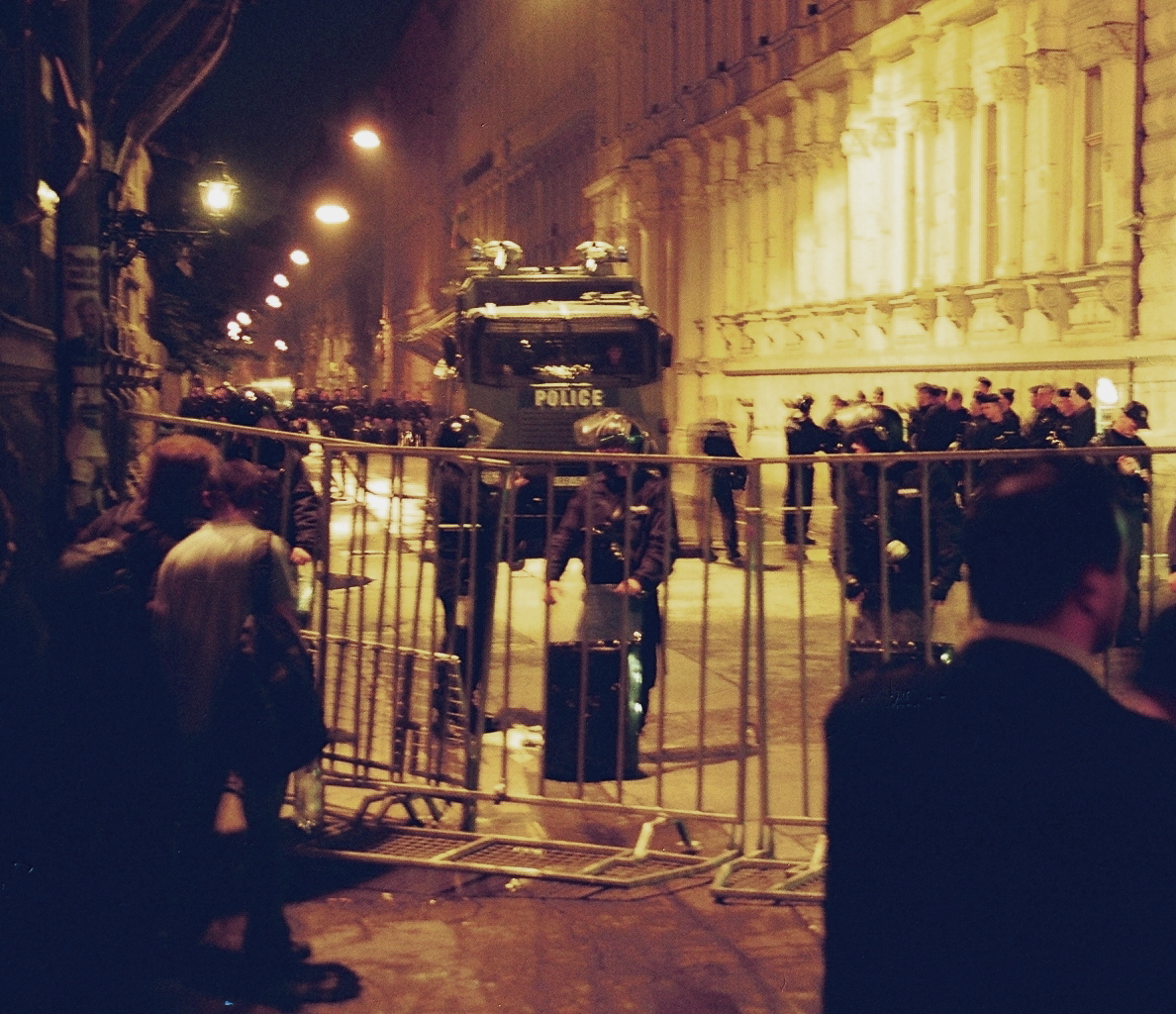
Rendőrök zárták le a Magyar Rádióhoz vezető Bródy Sándor utcát

Fél egy körül egy második tömegoszlatási kísérletet tett a rendőrség, egy vízágyús jármű és mintegy nyolcvan gyalogos rendőr részvételével, de a kísérlet szervezetlensége és elhibázottsága miatt percek alatt kudarcba fulladt. A gyalogos kíséret nélkül maradt kocsit a tüntetők rövid idő alatt működésképtelenné tették, majd a személyzetét kiszedték és elvitték a mentőkhöz, miközben a „magyar rendőr velünk van!” rigmust skandálták.
A rendőrség sikertelen kísérletet tett az épület megvédésére, majd a kiürítés mellett döntött. Kert Attila hírigazgató végül átvette a tüntetők petícióját. A televízió adását nem sokkal korábban felfüggesztették, a munkatársak elmenekültek az épületből. A tüntetők egy csoportja éjjel két óra tájban bement a magára hagyott székházba, a többség csak körülnézett és egymást fényképezte, ám vandálok egy csoportja kifosztotta a büfét, a ház több szobájából elvitt mozdítható számítógépeket, az archívumból pedig több tucat kazettát.
Az MTV munkatársainak nem esett bántódása, de 113 rendőr és mintegy 50 demonstráló[forrás?] is megsebesült. Az okozott kár csaknem 232 millió forint volt.
A televízió ostroma közben egy, a tömegből kivált másik csoport a Szabadság téri szovjet katonai emlékműről lefeszegette a címert és helyére egy nemzetiszín, valamint egy Árpád-sávos zászlót helyezett. A televízió épületére szintén kitűzték az Árpád-sávos zászlót.
Fejes István, a Jobbik III. kerületi szervezetének elnöke a székház lépcsőjén állva jelen volt a köztelevízió ostrománál, Goró Oszkár, a Fidelitas alelnöke pedig egy tárgyat hajított az épületre. Gorót később a Fidelitas kizárta, a rendőrség pedig letartóztatta.
Az MTV adásának újraindulása után a tüntetők nyilatkozatát felolvasták. Az MTV vezetősége szerint csak hajnalban vették át az írást, azt megelőzően senki nem tudatta velük, hogy petíciót szeretnének átadni.
i

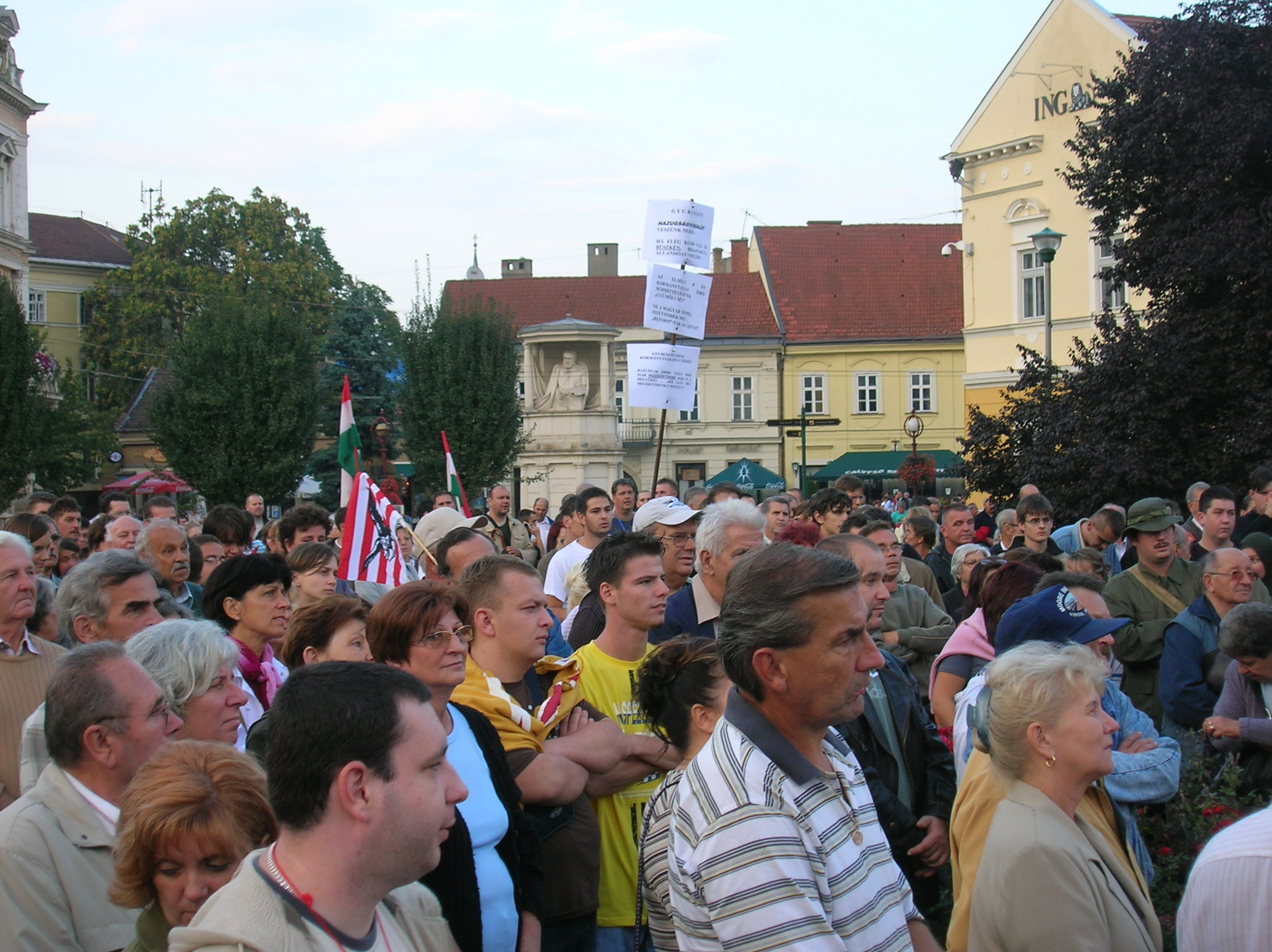
Miskolc, Szent István tér

Reggel 9 óra körül még mindig volt néhány száz tüntető a Parlament épülete előtt, 10 körülre már csak néhány tucatnyian maradtak. A nap folyamán a kérdésben megszólalt az ellenzék és a köztársasági elnök is.
Sólyom László köztársasági elnök az MTV székházánál történteket köztörvényes bűncselekményekként írta le és tiltakozását fejezte ki az ellen, hogy az erőszakos bűncselekményeket az 1956-os forradalommal párhuzamba állítsák. Az ellenzék a kormányt, a kormány az ellenzéket vádolta a kialakult helyzetért. Petrétei József igazságügyi és rendészeti miniszter felajánlotta lemondását, amit a miniszterelnök nem fogadott el.
Az ország több pontján jelentős tömegek vonultak az utcára tüntetni. Egerben a helyi MSZP-székház, míg Miskolcon a megyei iroda ablakait törték be tüntetők. A Köztársaság téri MSZP-székháznál a rendőrök összecsaptak a tüntetőkkel. Ötvenheten megsérültek, többen súlyosan.

### A Hír TV közvetítése az eseményekről
Az eseményekről élőben kezdettől fogva csak a Hír TV közvetített, melynek adását átvették a magyar adók, valamint a CNN, és a Reutersen keresztül a BBC, az EuroNews és a Sky News is. A Hír TV riporterének, Császár Attilának a tudósítását, amelyben a székházat megrohamozó tüntetőket „forradalmárok”-ként írta le és az eseményeket az 1956-os forradalomhoz hasonlította, éles bírálatok érték. Az ORTT több televíziós közvetítéssel kapcsolatban hatósági ellenőrzést rendelt el.
A televízió ostromát a mérések szerint több mint egymillió magyarországi néző látta élőben.
Másnap, szeptember 19-én, az MTV székházából kitiltották a Hír TV stábját az ostrom elfogult közvetítésének vádjával, amit a Hír TV vezetése közleményben utasított vissza.
Az ORTT október 11-i döntésében egymillió forintra büntette a Hír TV-t, mert szerinte az megszegte a médiatörvényt, amikor forradalomnak állította be az MTV ostromát. A BBC tudósítója, Nick Thorpe ugyanakkor tudósításaiban megkésett forradalomként említi a magyarországi eseményeket.
Öt nappal később, október 16-án Szalai Annamária, az ORTT fideszes tagja votum separatumot adott közre a Hír TV megbírságolásával kapcsolatban, a testület döntését szakmaiatlannak és politikailag motiváltnak minősítve.

## Események az „ostromot” követően

### Az ostrom másnapján

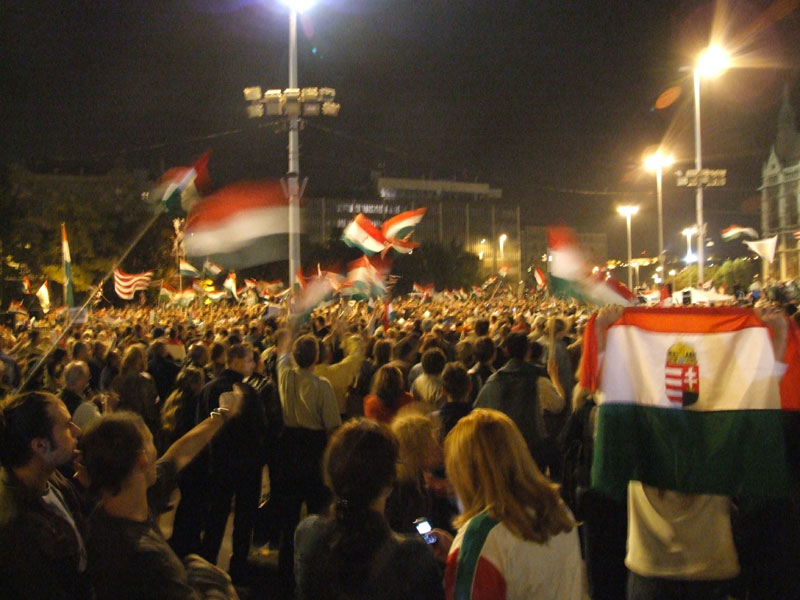
Tüntetés szeptember 20 estéjén.

A 20-áról 21-ére virradó este, röviddel éjfél után ismét rendbontásra került sor Budapesten. A randalírozók és a rendőrök összecsaptak a Rákóczi úton, a Nagykörúton, a Blaha Lujza téren. 26 rendőr megsérült, négyen súlyosan. A Blaha Lujza téren az MDF ott felállított kampánysátrát szétszedték és tönkretették, az újrafelhasználható borosüvegekből készített „diadalív” alkotórészeit pedig szétdobálták, nagy részét a rendőrök felé, míg kisebb részével több helyen is az ablaküvegeket törték be.
Reggelre kb. 60 demonstráló maradt a Kossuth téren. A tüntetők egyik vezetője, Takács András bejelentette egy Nemzeti Kerekasztal megalakításának szándékát. Lehetséges résztvevőként említette meg a Fideszt, a KDNP-t, az MDF-et, a Jobbikot, a MIÉP-et, a Magyarok Világszövetségét és a Batthyány Társaságot, az ebben való részvételt azonban a parlamenti pártok azonnal visszautasították.
A rendőrség a sérültek helyére újabb egységeket vezényelt vidékről a fővárosba, a Szabadság teret lezárták.
A rendőrség új eszközökkel szerelte fel a rohamrendőröket, számítva újabb zavargásokra. Délelőtt Szili Katalin házelnök és Gyurcsány Ferenc miniszterelnök a köztársasági elnökkel tárgyaltak a kialakult helyzetről. Később kiadták közös nyilatkozatukat, amelyben felszólítottak mindenkit, aki megmozdulásokat szervez, hogy mérlegelje a rendezvény megfelelő biztosítottságát. A Magosz szolidaritást vállalt a budapesti tüntetőkkel, és megígérte, hogy élelemmel látja el őket. Délben a rendőrség az interneten adott ki körözést több rendbontó ellen.
A Fidesz (a KDNP egyetértésével) a szeptember 23-ra meghirdetett nagygyűlését a helyhatósági választások utánra halasztotta, arra hivatkozva, hogy a rendészeti, illetve a kancelláriaminiszter, valamint a Nemzetbiztonsági Hivatal főigazgatója készülő bombamerényletekről szóló jelentésre figyelmeztette a párt vezetőit; az ugyanekkorra a Köztársaság térre hirdetett gyűlést a Jobbik is lemondta. Mindhárom szervezet indoklásában szerepelt, hogy a magyar hatóságok „képtelenek vagy nem hajlandóak” megvédeni a békésen tüntető állampolgárokat az „erőszakos provokációktól”. Szilvásy György kancelláriaminiszter és Petrétei József rendészeti miniszter cáfolták, hogy bombamerényletről lett volna szó, azonban Simicskó István, az országgyűlés nemzetbiztonsági bizottságának vezetője szerint a jelentés egy lehetséges robbantásos merényletről is szólt, mely sokkal hitelt érdemlőbb volt, mint a tavaszi. Ezen jelentés alapján beszélte le a Fideszt nagygyűlése megtartásáról.
A Kossuth téren a tüntetők megszavazták jelképüknek a fehér színt és megalakították az önkéntes „nemzetőrséget”, melynek egyetlen feladata a „rend védelme”, vagyis a tömegből a rendbontók kiszűrése és átadása a hatóságoknak.
Az ELTE rektora elrendelte az egyetem (a már 19-én 14 órakor bezárt Ajtósi-Dürer és Trefort-kerti épületegyüttesek mellett) a lágymányosi épületeinek ideiglenes bezárását is a Hallgatói Hálózat nevű szervezet engedély nélkül oda meghirdetett gyűlése miatt.

### Politikai vita az események kiváltó okairól
Az erőszakba torkolló tiltakozások mögöttes okaként a kormánypártok politikusai a legnagyobb jobboldali párt, a Fidesz hatalmi politikáját, közelebbről a kormány „illegitimitását” hangsúlyozó retorikáját jelölik meg, sőt, olyan vádak is megfogalmazódtak (még MSzP-s politikusok szájából is), miszerint Orbán Viktor szervezte volna a tüntetéseket, valamint riasztólag és szlogenszerűen újból köztudatba próbálták emelni az „utcai politizálás” fogalmát, mint a demokráciával ellentétes tevékenység megtestesülését. A Fidesz, a radikális jobboldal és más, Gyurcsány iránt kritikát megfogalmazó személyek és szervezetek azonban a miniszterelnök személyében látták az erőszak okát. A tiltakozókkal szembeni rendőri fellépést pedig diktatórikus hatalmi intézkedésnek minősítették, amely nem a törvényes rend megőrzését, hanem az ellenvélemény elnyomását szolgálta.

### Szeptember 21. éjjele
Szeptember 21-éről 22-re virradó éjjel, fél 2 körül több ezer tüntető indult az Oktogonról az Andrássy úton a Hősök tere felé. A rendőrség az Andrássy út 60. előtt megállította őket, majd könnygázzal oszlatta a tömeget, miután mintegy húsz tüntető dobálta a rendőri sorfalat. 2 körül 100 rendőr érkezett az Oktogonra, a Liszt Ferenc tér magasságában kordont állítottak fel. A tömeg nagyobb része a Blaha Lujza tér, kisebb része a Nyugati tér felé indult. A rendőrség ezután mindenhol könnygázgránátokkal oszlatott. Ezen a napon 16 sérültje volt a zavargásoknak.
Éjszaka megrongálták az MSZP két pécsi és a szombathelyi épületét.
Reggel gyorsított eljárásban megkezdődött a zavargások miatt bíróság elé állítottak első tárgyalása.
Napközben Egerben százan demonstráltak, és bejelentették egy „forradalmi intézőbizottság” megalakulását.
Délután a humanisták közleményben utasították el az erőszakot, ugyanakkor kifejezték véleményüket, hogy a kormány legitimációja megszűnt, ellenzéke pedig nem hiteles. Ötvenen voltak a Hallgatói Hálózat tandíjellenes békés demonstrációján.
Este a Kossuth téren a Nemzeti Felemelkedési Mozgalom egy képviselője petíciót mutatott be, melyben követelték az összes országgyűlési képviselő lemondását.
A Fitch Ratings hitelminősítő intézet 21-én délután negatívra módosította Magyarország közepes adósbesorolásának kilátását, azzal az indoklással, hogy megnőtt a kockázata a Gyurcsány által irányított reformcsomag bukásának.
A Moody’s hitelminősítő szeptember 23-án ugyancsak negatív felülvizsgálatra jelölte Magyarország közepes adósbesorolásának kilátását.

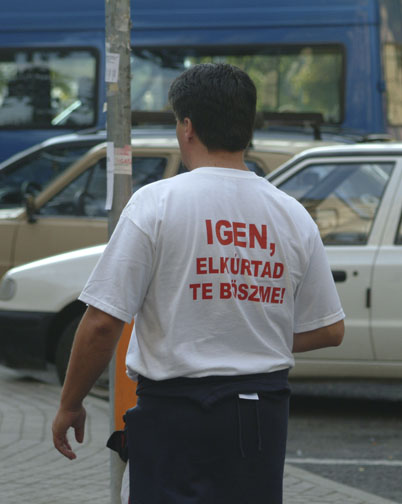
Tüntető az őszödi beszédet idéző pólóval

### Szeptember 22. éjjele
A szeptember 22-éről 23-ra virradó éjjel a rendőrség nagy erőkkel vonult a Blaha Lujza téren ácsorgó, maximum félszáz fős „tömeg” (nagy részük újságíró) ellen, kilenc embert előállítottak garázdaságért, vagy rendőri intézkedésnek való ellenállásért. Hajnalban ismeretlen tettesek felgyújtották az újpesti MSZP irodát. Délután betörték a párt csepeli irodájának ajtaját. Késő délutánra a MIÉP szervezett demonstrációt, amelyeken néhány száz fő vett részt. A tüntetők a kormányfő távozását követelve vonultak a Baross térről a Múzeumkertbe, majd onnan a Rákóczi térre. A nagygyűlésen a zavargásokat „békés szabadságharc”-nak nevezték. Egy nőt, aki „Éljen Gyurcsány, aki beismerte, hogy hazudott” feliratú transzparenst tartott a kezében, és a miniszterelnök mellett akart felszólalni, ebben megakadályoztak, és kivezették a térről. Miskolcon három-négyszáz tüntető vonult fel. A zavargások előtti állapothoz képest erre a napra csaknem 7%-ot esett a Budapesti Értéktőzsde részvényindexe. Este a Kossuth téren tízezren tüntettek. A Havanna lakótelepen plakátragasztás közben három szocialista aktivistát megtámadtak. A létrán álló alól kirúgták a szerkezetet, az aktivisták ezután egy kapualjba húzódtak, ahonnan értesítették a rendőröket, akik forró nyomon elkapták és előállították a randalírozókat.

## Szeptember 23-tól az önkormányzati választásokig
Gyurcsány Ferenc Angela Merkel német kancellárasszonnyal történt szeptember 22-i találkozója után a magyar sajtónak azt nyilatkozta, hogy a kancellár ismeri a múlt hét végén nyilvánosságra került hangkazetta szövegét, s egyetértett azzal, hogy a beszéd olyan bátor kezdeményezés volt, amelyet Magyarországnak már rég meg kellett volna tennie., ezzel szemben a berlini kancelláriahivatal közölte, hogy „a német kormány nem értékelte a magyarországi eseményeket és a jövőben sem fogja”, így a bátor szó sem hangzott el a megbeszélések során, csupán Gyurcsány informálta a német kancellárt, Angela Merkel pedig elítélte az erőszakot. Az eset újabb belpolitikai vitát generált az egyébként is feszült helyzetben.
Szintén Szeptember 23-án a Kossuth téren felszólalt Schmitt Pál Fidesz-alelnök, európai néppárti képviselő (utóbbi mivoltában) aki a – korábban a fehér színt már magukénak választó – tüntetőket a „hazugság és az erőszak elutasítását” jelképező fehér szalag és ruhadarabok viseletére szólította fel.
Magyar származású amerikai és európai egyetemi tanárok, kutatók a Magyar Lobbi nevű szervezetbe tömörülve nyílt levélben fordultak a magyar köztársasági elnökökhöz, azt kérve tőle, kezdeményezzen bizalmatlansági indítványt a parlamentben.
Az Új Magyarországért Egyesület az Országgyűlés civil irodájának átadott petíciójában követelte alkotmányozó nemzetgyűlés összehívását.
A petíció szövege: „A nép nevében követeljük: 1. Alkotmányozó nemzetgyűlés összehívását és ideiglenes kormány felállítását. 2. Tárgyalások azonnali megkezdését. Követeléseink elodázása vagy elutasítása a tüntetések eszkalációjához vezet. A beadástól számított 48 órán belül választ kérünk.” A dokumentumot Bethlen Farkas, Hargitay András, Kelemen András, Makovecz Imre, Melocco Miklós, Molnár V. József, Papp Lajos, Pozsgay Imre és Szűrös Mátyás írták alá, szerepelt rajta Tőkés László neve is. Ugyanezt a petíciót átvette Szabó György, a köztársasági elnök protokollfőnöke is. Megkezdték az MTV székház helyreállítását: a falakat meszelni kezdték.
Ötven közéleti személyiség aláírásával adta ki „Elegünk van a látványpolitizálásból” című nyilatkozatát a Védegylet. Többek között aláírta a dokumentumot Tamás Gáspár Miklós filozófus, közíró, Bogár László közgazdász, Czakó Gábor író, Elek István közíró, Pokol Béla egyetemi tanár, Schiffer András ügyvéd, Solymosi Frigyes akadémikus és Térey János író. Tamás Gáspár Miklós utólag visszavonta aláírását.
Szeptember 26-án a Magyar Nemzet címlapján jelent meg Mádl Ferenc, Bod Péter Ákos, Farkas Ádám, Freund Tamás, Granasztói György, Király Miklós, Kodolányi Gyula, Martonyi János, Sára Sándor, Szokolay Sándor és Zlinszky János nyílt levele a kormányfőhöz, amelyben Gyurcsány Ferencet lemondásra szólították fel.
Sólyom László köztársasági elnök közleményében kijelentette, hogy Magyarország hatályos alkotmánya sem az ideiglenes kormány, sem az alkotmányozó nemzetgyűlés fogalmát nem ismeri, ezért ezek azzal összeegyeztethetetlenek lennének. Szintén megismételte korábbi álláspontját, mely szerint köztársasági elnökként nem áll jogában Gyurcsány Ferencet lemondásra felszólítani, erre csak az országgyűlési képviselők többségének van lehetősége.
Az ÁNTSZ fertőzésveszélyre hivatkozva 28-án bezáratta a Kossuth téri ingyenes melegkonyhát, mely korábban sok hajléktalant vonzott a térre.

### Újabb részletek az őszödi beszédből
A miniszterelnök blogjában megjelent az MSZP frakció május 26-án tartott ülésének mindaddig ismeretlen egy órájának tartalma. A kormányfő itt beszélt először a reformok megkezdéséről, a tervezett intézkedésekről. A Védegylet a miniszterelnököt, Gusztos Péter a Fidesz frakció a Kossuth téri tüntetéseken részt vevő tagjait szólította fel lemondásra.

## A választások után
Sólyom László köztársasági elnök az önkormányzati választások befejezte után, melyet elsöprő többséggel a Fidesz és szövetségesei nyertek, október 1-jei beszédében kétségtelenné tette, hogy Gyurcsány Ferencet tartja a kialakult helyzet fő felelősének és egyúttal felhívta a kormánypártok figyelmét arra, hogy a miniszterelnököt leváltani csak nekik van lehetőségük.

### Bizalmi szavazás, Fidesz ultimátum
Október másodikán Gyurcsány Ferenc bejelentette, hogy bizalmi szavazást kér magáról az Országgyűlésben, miközben az MNB 2006 levelet írt Orbán Viktornak, amelyben egyeztetéseket javasolt. Néhány órával később Orbán Viktor sajtótájékoztatón jelentette be, hogy a bizalmi szavazást „ócska, hazug trükknek” tartja, s amennyiben a kormánypártok 72 órán belül nem menesztik Gyurcsány Ferencet, és nem kezdenek tárgyalásokat az általa javasolt szakértői kormányról, a Fidesz nagygyűléseken ad nyomatékot követelésének. A nap folyamán tárgyalások kezdődtek a Fidesz és az MNB 2006 között, melyek alig egy nappal később, október 3-án megszakadtak, mivel a „Kossuth téri” tüntetők nevében tárgyaló szervezet képviselői nem tartották kompetensnek az ellenzéki párt delegáltját.
Eközben a „Kossuth téri” tüntetők honlapja, a kilátásba helyezte, hogy nyilvánosságra hozza az MTV-székház ostromában és az azt követő zavargásokban résztvevők ügyében eljáró bírák és ügyészek nevét, akik szerintük „törvénytelenségek végrehajtói”. A lépést „a nyilvánvalóan megtorló, egyúttal megfélemlítő célzatú rendőri és bírósági jogtiprásra válaszul” kívánták megtenni.
Az október 3-i, zárt MSZP frakcióülésen a párttagság egyhangúlag amellett döntött, hogy támogatja Gyurcsány Ferencet az Országgyűlés bizalmi szavazásán.
Még aznap, délután Sólyom László nyilatkozatában elítélte a Fidesz és a KDNP azon döntését, mely szerint nem kívánnak részt venni a pénteki, október 6-i parlamenti ülésen. A két párt ennek hatására megváltoztatta korábbi döntését.
Október 4-én az SZDSZ is bejelentette, hogy frakciója egyhangúlag a miniszterelnök mellett fog voksolni a parlamenti bizalmi szavazáson.
Délutánra baloldali értelmiségiek egy kis csoportja kormány melletti szimpátiatüntetést szervezett a budapesti Vörösmarty térre, amely azonban az MSZP kérésére végül elmaradt.
Reggel Kerpen Gábor, a Pedagógusok Demokratikus Szakszervezetének elnöke bejelentette, az alkotmánybírósághoz fordulnak a „pedagógusokat és diákérdekeket sértő, közoktatási törvény és kormányrendelet visszavonása érdekében”.
Október 5-én a Fidesz és a KDNP által egy esetleges szakértői kormány felállítására kezdeményezett ötpárti tárgyalás, mivel csak az MDF, a Fidesz és a KDNP jelent meg, sikertelenül zárult. A Fidesz a Kossuth térre október 6-án 4 órára gyűlést hirdetett, pártállásra való tekintet nélkül, melyre azt kérte, hogy a résztvevők hozzanak magukkal egy nemzeti színű lobogót, egy mécsest és egy jó hangos vekkert is. Kuncze Gábor SZDSZ-elnök felszólította Orbánt, hogy ha nem tartja a parlamentet a népképviselet szervének, akkor mondjon le és ne zavarja tovább az alkotmányos rendet.[forrás?]
Október 6-án az Országgyűlésben név szerinti bizalmi szavazáson Gyurcsány Ferenc miniszterelnök 207 igennel 165 ellenében, tartózkodás nélkül bizalmat kapott. Orbán Viktor rögtön a szavazás után, a Kossuth térre meghirdetett Fidesz-nagygyűlésen beszédet mondott. Szerinte „a választók szembekerültek választott vezetőikkel. A miniszterelnök nem hallgat az emberekre, az emberek pedig nem hallgatnak a miniszterelnökre. Ez nem vezet sehova, a következményei pedig beláthatatlanok, zuhan a forint, a devizahiteleket felvett családok rosszul járnak, elmennek az országból a befektetők”. „Az ország stabilitása érdekében” nem követelnek előrehozott választásokat, de elvárják, hogy „a kormánypártok tartsák tiszteletben a választók akaratát”, és az önkormányzati választások eredményének megfelelően állítsanak új, hiteles miniszterelnököt és szakértőkből álló nemzeti egységkormányt az ország élére, továbbá a válság kezelésére szolgáló politikai programként meghirdette az „Igen, Magyarország!” kartát. A tüntetésen a szervezők szerint 350 ezren, a téren lévő tudósítók szerint 50-100 ezren vettek részt, de a nagygyűlés vége után is több ezren folytatták a demonstrációt késő estig.
A forint euróhoz viszonyított árfolyama a miniszterelnököt megerősítő bizalmi szavazás hírére három forinttal erősödött.
A Kossuth téren folytatódott a békés demonstráció, melyen kora délután megjelentek egy dohánylobbi-ellenes szervezet képviselői (ők a hetekben már mondtak beszédet a téren), valamint a Baumag-botrány károsultjainak csoportja (ők is megjelentek már korábban, 28-án), illetve még aznap országos méretű gazdatüntetés zajlott le, mintegy 50 városban félpályás útlezárással tiltakoztak a kormány és Gyurcsány Ferenc személye ellen, miközben késő délután a kossuthter.com honlapon megjelent hét bíró és két ügyész neve, akik a zavargások résztvevőinek ügyében jártak el.
Október 7-én a budapesti Kossuth téren több mint tízezer ember előtt felszólalt Áder János, az Országgyűlés Fideszes alelnöke, aki bejelentette, hogy büntetőfeljelentést tesznek Gyurcsány Ferenc ellen. A feljelentést az ügyészség később bizonyítékok hiányában elvetette.

### Újabb kiszivárgott hangfelvételek
Október 8-án újabb hangfelvétel került nyilvánosságra, melyben Lamperth Mónika önkormányzati és területfejlesztési miniszter zárt körben történt megszólalásában a 2006 és 2010 között az országba érkező fejlesztési pénzek elosztásának lehetőségeiről beszélt, kijelentve, hogy a minisztérium mindent megtesz a területfejlesztési törvény a szocialistáknak kedvező módosítása érdekében.
Este, Szombathelyen kétszázötven-háromszáz tüntető előtt felszólalt Toroczkai László, aki kijelentette, hogy „szervezi a forradalmat” és „szervezi a nemzeti ellenállást vidéken”. Ugyanitt védelmébe vette az országos körözés alatt álló Budaházy Györgyöt.
A Magyar Rádió másnap újabb részleteket tett közzé az MSZP október 7-i választmányi ülésének hangfelvételéből. A bemutatott részleteken Szekeres Imre alelnök arról beszélt, hogy a szocialista pártnak újra kell gondolnia az SZDSZ-hez és az MDF-hez fűződő kapcsolatát a helyhatósági választások eredményének fényében, és az MDF-el keresnie kellene az együttműködést.
Október 10-én a budapesti Kossuth téren felszólaló Semjén Zsolt KDNP-elnök beszédében bejelentette, hogy a Fidesz és a KDNP képviselői bojkottálni fogják az MTV Nap-Kelte című műsorát.
A budapesti II. és III. kerületi ügyészség személyes adatokkal való visszaélés miatt nyomozást rendelt el ismeretlen személy ellen, miután a kossuthter.com nyomán a kuruc.info a zavargásokban részvétellel vádoltakkal szemben eljáró bírák és ügyészek személyes adatait – telefonszámukat, címüket és fényképüket is – közzétette.

### Október 11.

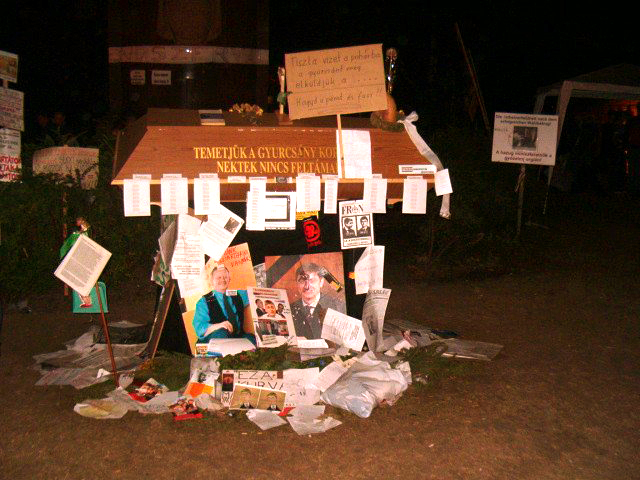
Az Inconnu Csoport által felállított, a Gyurcsány-kormány végét jelképező koporsó a Kossuth téren

Október 11-én este egy fiatal és saját bevallása szerint is feldúlt felszólaló „az ide fegyverek kellenek” felkiáltással kívánta a kormányt az óceánba kergetni, majd verseket olvasott fel. Az index.hu az eseményeket fegyveres felkelésre való felszólításként értékelte. A fegyverre kelésre való felszólítást gyér, a verseket erősebb taps és éljenzés követte. A következő két felszólaló viszont – a fiatalember indulatai iránti megértésük kifejezése ellenére – higgadtságra szólítottak fel. Az incidenst az MNB 2006 másnapi közleményében provokációs kísérletnek minősítette. Az esetről videófelvétel is készült, mely még aznap felkerült az internetre.

### Október 12–23.
A Magyar Televízió 13-án kb. félórás összeállítást közölt az este folyamán arról, miképp éli meg Gyurcsány Ferenc ezeket a napokat, mely a mind a Magyar Nemzet, mind az Index kritikusa szerint is egyoldalúra sikerült. A műsor bevezetőjében azt állítottak, hogy az ellenzéki Fideszt is megkeresték egy hasonló műsor elkészítése céljából, de ezt a Fidesz sajtószolgálata cáfolta. A Kereszténydemokrata Néppárt (KDNP) szerint megszűnt a közszolgálati Magyar Televízió, s ma már csak kormánytelevízióról lehet beszélni.
A Fidesz szóvivője útján jelentette be, hogy október 23-án önálló megemlékezést tart Budapesten, illetve nem vesz részt azokon az 56-os megemlékezéseken, amelyeken Gyurcsány Ferenc miniszterelnök felszólal.
Az önkormányzati választások után megalakult új Fővárosi Közgyűléssel Demszky Gábor sikertelenül próbálta elfogadtatni azt a javaslatát, miszerint a jövőben ő és koalíciós többsége dönthetne arról, a budapesti tüntetéseken milyen eszközöket használhatnak (hangosítás, színpad- és látványtechnika). Ezt a tervezetet később, MDF-es támogatással mégis sikerült keresztülvinni.
Október 14-én a Magyar Ellenállók és Antifasiszták Szövetsége a nyilas hatalomátvétel 62. évfordulóját megelőző napon tiltakozó emlékgyűlésen ítélte el a szerintük egyes tüntetéseken megnyilvánuló antiszemitizmust és azokat a fideszes politikusokat, akik szerintük „védelmükbe vették a Parlament előtt Árpád-sávos zászló alatt zsidózó tüntetőket is”. A Kossuth téren este az MNB 2006 szónoka, Takács András két beszédében elítélte mind a rasszizmust, mind az Antifasiszta Szövetség nyilatkozatát, amelyet a Rákosi-korszak módszereihez hasonlított.
Ugyanaznap kizárták az MSZP-ből a választmányi ülésen elhangzott beszédek kiszivárogtatásáért felelősnek tekintett Sipos Józsefet, aki már korábban lemondott a pártban betöltött tisztségeiről. Orbán Viktor Fidesz-elnök a Magyar Nemzetben jelentetett meg egy programadó és helyzetértékelő cikket (Az igazság szabaddá tesz címmel), ebben feladatként „az utolsó figyelmeztetés” megadását, a szocialista párt támogatottságának mélypontra süllyesztését jelölve ki.

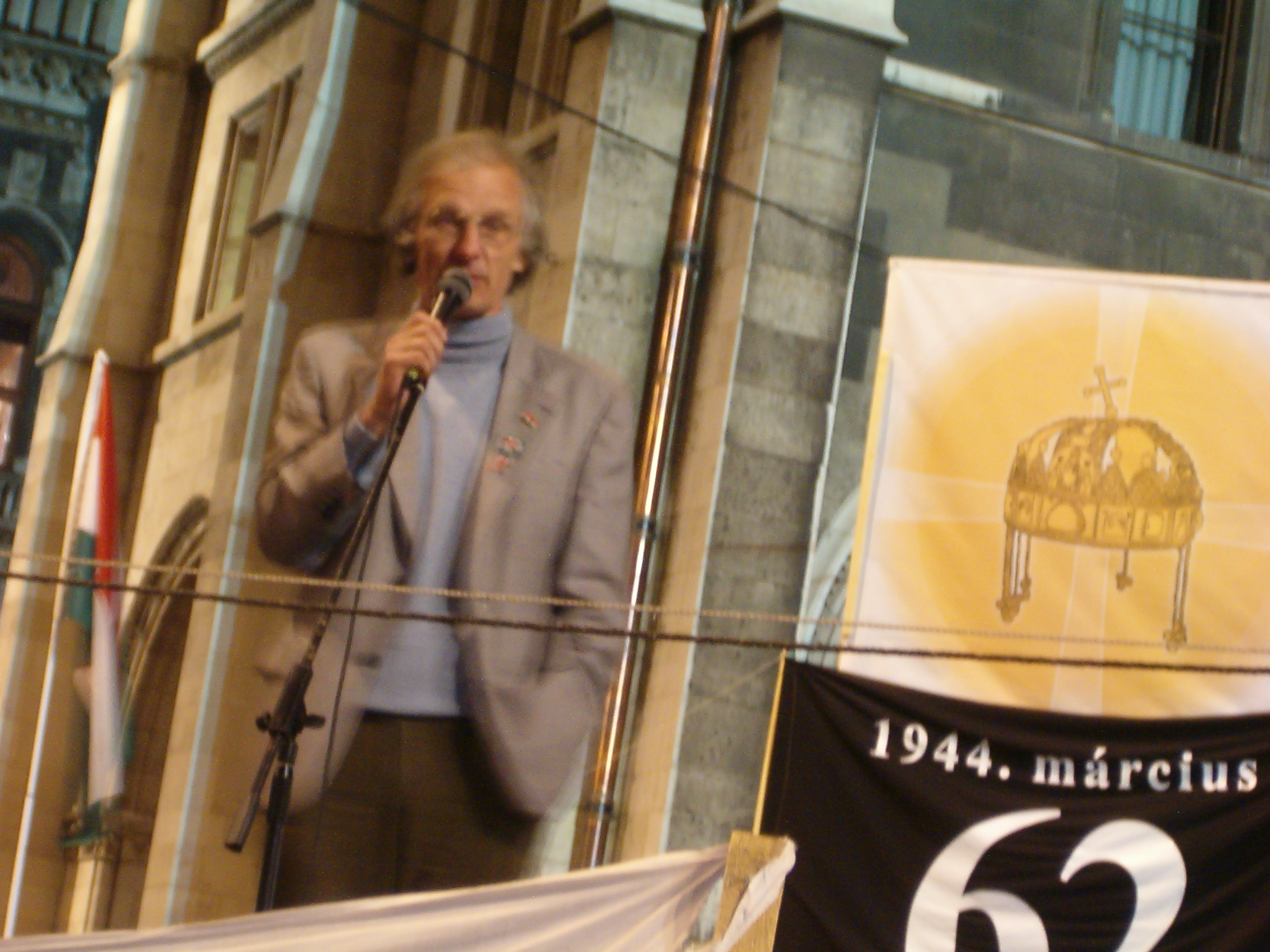
Gonda László (MNB 2006)

Október 16-án, a „Kossuth tériek” előző napi bejelentésére reagálva, miszerint nem hajlandók az ünnepség idején sem elhagyni a teret, több mint kétszáz, köztük neves közéleti személyiségek (többnyire a pártpolitikai baloldal értelmiségi holdudvarából) felhívásban kérték meg a Kossuth téri tüntetőket, hogy október 20. este 7 óra és november 4. éjfél között „a Forradalom 50. évfordulójának méltó megünneplése, és az arra való felkészülés érdekében függesszenek fel minden térfoglalást, tüntetést” Ha ezt nem tennék meg, az illetékes hatóságokat kérik, hogy „minden jogszerű eszközzel tegyék alkalmassá a Kossuth Lajos teret e mindannyiunk számára fölemelő évforduló megünneplésére”.
A Magyar Írószövetség eközben nyilatkozatban ítélte el „a kormány és a miniszterelnök hazugságait”.
20-án Sólyom László köztársasági elnököt Petrétei József rendészeti miniszter tájékoztatta a kialakult helyzetről. A köztársasági elnök azt kérte a minisztertől, hogy a rendőrség maximálisan biztosítsa az idelátogatók személyes biztonságát, mégpedig erőszak alkalmazása nélkül. Bene László ezután nyilatkozatban közölte: nem kívánják a demonstrálók távozását a Kossuth térről, és a rendőrség erőszakos módszerekkel sem tesz kísérletet az eltávolításukra. Kordonozással kettéválasztják a teret, hogy a demonstrálók gyakorolhassák jogukat és a vendégek nyugodtan ünnepelhessenek.

### Állami kitüntetések, kézfogás
Az állami kitüntetések átadásakor nem fogott kezett Gyurcsány Ferenc miniszterelnökkel és Szili Katalin házelnökkel Tersztyánszkyné Vasadi Éva, volt alkotmánybíró; Mészáros Gyula, a POFOSZ veszprémi elnöke; Borbély István, a Történelmi Igazságtétel Bizottság Csongrád megyei elnöke; Cseh Imre Márton; Homola István, a TIB tatabányai elnöke, Csete István nyugállományú alezredes és Pintér Károlyné, a Pofosz Gulag-tagozatának elnöke.

### További tüntetések
A Pedagógusok Demokratikus Szakszervezete által szervezett 13-ai demonstráción több százan tiltakoztak a tanárok kötelező óraszámának emelése és a várható pedagógus-elbocsátások ellen Budapesten.
Október 14-én 800 fő részvételével szervezett tüntetést a budapesti Kossuth térre a különböző fegyveres és rendvédelmi szervezetek dolgozóit tömörítő szakszervezeti szövetség. Ugyanezen napon Egerben egri, debreceni és székesfehérvári tűzoltók részvételével rendezett tüntetést a Hivatásos Tűzoltók Szakszervezete a kormány által a szolgálati törvényben tervezett módosítások ellen.
Október 18-án kétszázan vettek részt a Magyar Gyógyszerész Kamara budapesti tüntetésén a képviselői irodaház előtt, ahol a kormány által tervezett gyógyszerforgalmazási könnyítések és a patikaalapítás liberalizációja elleni tiltakoztak. Délután Budapesten a várbeli Dísz téren háromezren tüntettek a HÖOK szervezésében az egyetemi tandíj bevezetése ellen. A demonstrációt támogatta a Pestszentlőrinci Nagycsaládosok Egyesülete is.

## Október 23.

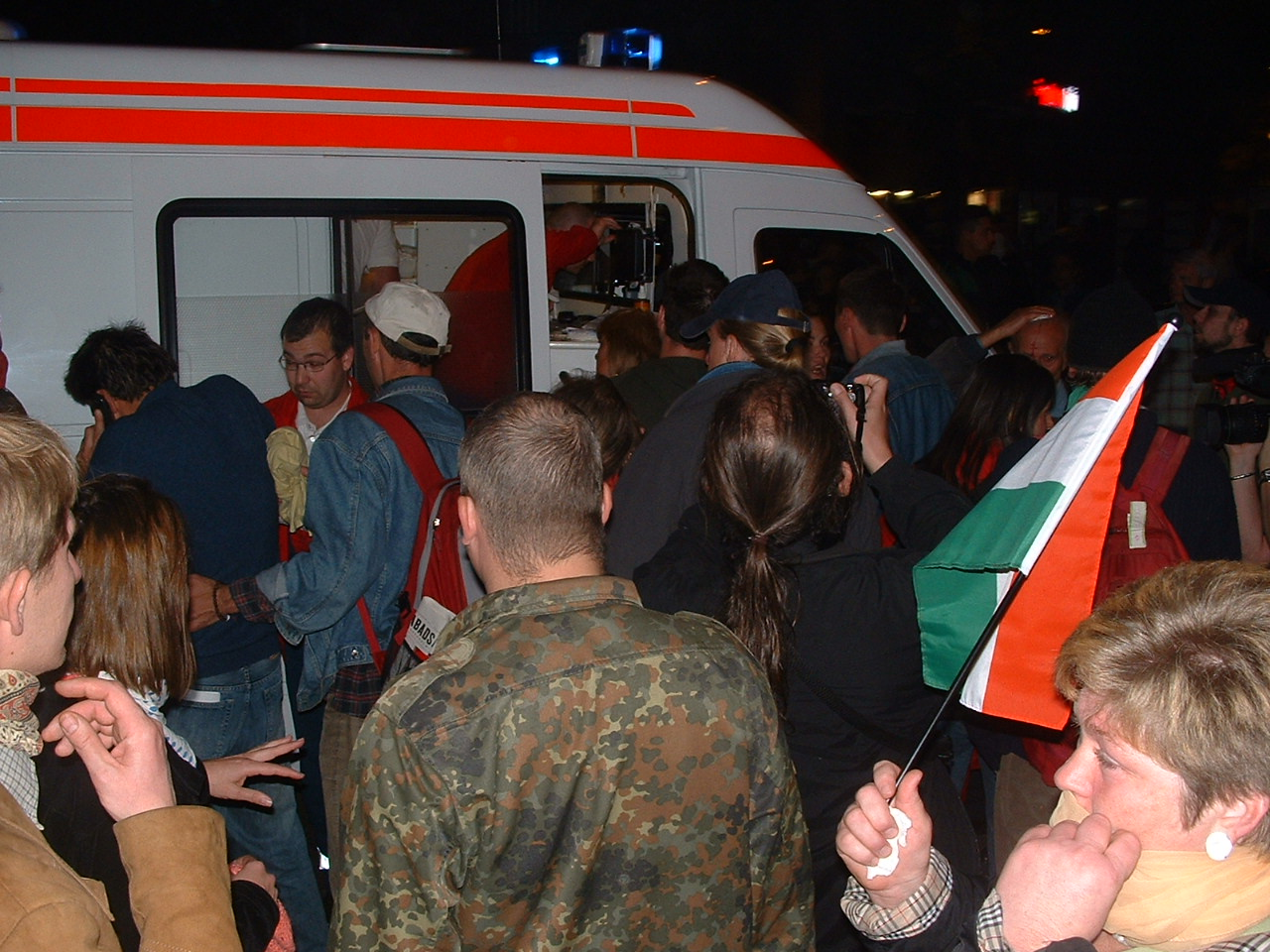
Sérültek érkeznek a mentőautóhoz

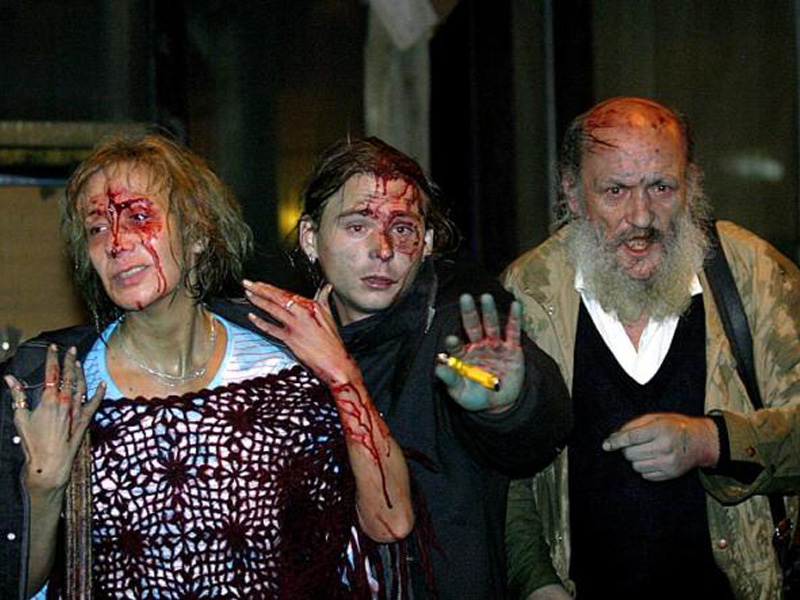
Rendőrségi fellépés áldozatai október 23-án

Az 1956-os forradalom kitörésének ötvenedik évfordulóján, 2006. október 23-án és október 24-én Budapesten és néhány más magyar városban is tüntetések, zavargások törtek ki. A nap folyamán számos helyszínen voltak összecsapások rendőrök és a többek között Gyurcsány Ferenc miniszterelnök lemondását követelő tüntetők között.
Az események során és utólag is sokan vitatták a rendőri fellépés arányosságát és szakszerűségét, a vipera nevű fegyver és a gumilövedékek használatának indokoltságát.
A rendőrség ismeretlen okokból nem biztosította, hogy a tömegoszlató akciók ne érjék el az ellenzéki Fidesz-MPSZ által szervezett békés megemlékezést, a rendőri akciók következtében így számos olyan békés tüntető – néhányan súlyosan, sokuk könnyebben – megsérült, akiknek nem volt közük a korábbi zavargásokhoz. A békés megemlékezésen mintegy 300 ezren vettek részt. A szakszerűtlen oszlatás kezdetén a menekülőutakat lezárták a tömeg elől, és mintegy két órán keresztül lőtték a beszorított tömeget gumilövedékekkel. Sokan kapualjakba menekültek. A súlyos sérülések és a trauma miatt az áldozatok közül többen munkaképtelenné váltak, vagy később öngyilkosok lettek. A símaszkos rendőrök egy törvényellenes belső utasítás miatt nem viseltek azonosító jelet, így utólag jórészt nem lehetett megállapítani a túlkapások elkövetőinek személyazonosságát. Az összetűzések másnap reggelre befejeződtek.

## Október 23-a után
Október 25-én a Fidelitas tiltakozó akciót szervezett az ORFK Teve utcai központja elé a „rendőri brutalitás" ellen.
Október 28-án a Hatvannégy Vármegye Ifjúsági Mozgalom a délutáni, várbeli rendezvényen bejelentette, hogy a Kossuth tér helyett a Batthyány-örökmécsesnél folytatja a tiltakozásokat. Megszavazták, hogy 2006. november 25-én „alkotmányozó nemzetgyűlést” hívnak össze, melyet az Ötvenhatosok terén (korábbi Felvonulási tér) meg is tartottak.
A Kossuth tériek a rendőrséggel kötött megállapodásuk értelmében a budapesti Batthyány-örökmécsesnél egy hónapon át, minden nap 17 és 21 óra között engedélyezetten tüntettek a kormány ellen, így egész novemberben tovább folytatódtak a tüntetések, a korábbinál azonban jóval kevesebb résztvevővel.
November negyedikére, a forradalom leverésének a napjára a Fidesz csendes, fáklyás szolidaritási menetet hirdetett, mely az Andrássy út 60.-tól az Astoriáig haladt. A meneten részt vevő tömeg nagyságát a szervezők 170 ezerre becsülték, más források becslései 20 ezer fő körül mozogtak. A menethez hangos, radikális csoportok is csatlakozni próbáltak, a szervezőknek azonban egészen az Astoriáig sikerült megakadályozniuk a két tömeg keveredését. A rendezvény után egy ötszáz fős csoport a Blaha Lujza térre, majd az Oktogon felé, végül a Vörösmarty térre indult, de végül menet közben feloszlott.
Folytatódtak a vidéki tüntetések is, az év végéig minden héten, legalább 2-3 alkalommal az ország több pontján is félpályás útlezárással tiltakoztak a kormány programja, illetve Gyurcsány Ferenc ellen.

## A rendőrség szerepe és megítélése az eseményekben
A rendőri fellépéseket erőteljes bírálat érte jogvédők és civil szervezetek részéről is: egy részük hibásnak és aránytalannak ítélte a tömegoszlatás elmulasztását az MTV ostromakor éppúgy, ahogy a jogtalan eszközöket is alkalmazó végrehajtását az október 23-i zavargások idején. Bene László országos és Gergényi Péter budapesti rendőrfőkapitányt parlamenti bizottság hallgatta meg a kérdésben. Különféle bizottságok, mint a kormánypárti Gönczöl-bizottság, illetve a Morvai Krisztina vezette Civil Jogászbizottság eltérő értékelését adták a rendőrség által elkövetett hibáknak. Az őszi események rendőrségi kezelését értékelő belső rendőrségi vizsgálat (ennek eredménye az ún. Papp-jelentés) súlyos szakmai hibákat állapított meg, a megnevezett felelősök egy részét később előléptették.
2008. október 21-ig 472 tüntető és 45 rendőr ellen összesen 348 eljárás indult, melyek közül 224-et szüntettek meg, jogerős ítélet 38 esetben született, ebből 22 magánszemélyekkel szemben.
2011-ben kezdte meg 1 év 8 hónap börtönbüntetését az első rendőr, a hírekben „V. László” néven szereplő Rebisz parancsnok, akinek személyes túlkapásain túl az általa irányított egységéhez volt köthető számos erőszakos cselekmény.
Az akkori rendőri vezetőket (Gergényi Péter budapesti rendőrfőkapitányt, Bene László országos főkapitányt és Dobozi Józsefet, a Rendészeti Biztonsági Szolgálat akkori vezetőjét) 2017-ben ítélték el, többnyire pénzbüntetésre, illetve tíznél több rendőrtisztet ítéltek felfüggesztett szabadságvesztésre vagy enyhébb büntetésekre.

## A tiltakozások folytatása 2008 őszéig
Miután Orbán Viktor, a Fidesz elnöke 2006. október 23-án meghirdette a kormány intézkedései elleni népszavazást mint „az utolsó demokratikus eszközt” a kormány megbuktatására, az utcai tüntetések intenzitása alábbhagyott, november közepére szórványossá vált. A „Kossuth tériek” egy csoportja az 1956-os forradalomra utalva az akkori „Márciusban újrakezdjük!” (MÚK) jelszóval ősszel a tüntetések újrakezdését ígérte március 15-étől. 

## Kapcsolódó szócikk
- A 2006-os ősz